# Claustropyga obtusidens
Claustropyga obtusidens is een muggensoort uit de familie van de rouwmuggen (Sciaridae). De wetenschappelijke naam van de soort is voor het eerst geldig gepubliceerd in 2003 door Hippa, Vilkamaa & Mohrig.